# Густафссон, Хампус (футболист)
Хампус Густафссон (швед. Hampus Gustafsson; род. 20 июня 2001) — шведский футболист, вратарь клуба «Эргрюте».

## Клубная карьера
Футболом начал заниматься в клубе «Севшё», откуда в раннем возрасте перешёл в «Вернаму». В 2018 году впервые попал в заявку основной команды на матч Суперэттана против «Фрея», но на поле не появился. В июне 2021 года по договору сотрудничества между клубами получил возможность выступать «Юнгбю» в матчах третьего дивизиона. Первую игру за клуб провёл 6 июня против «Йиславеда». 26 октября в гостевом поединке с «Хальмией» на 22-й минуте забил гол, открыв счёт в игре. Однако, во втором тайме его команда пропустила шесть мячей и уступила 1:6. Вернувшись из аренды, дебютировал за основной состав «Вернаму» в матче последнего тура Суперэттана против «Норрбю».
В июне 2022 года отправился в аренду в «Отвидаберг». В его составе провёл восемь матчей и пропустил 17 мячей. После завершения арендного соглашения вернулся в «Вернаму» и 6 ноября дебютировал в его составе в чемпионате Швеции в игре заключительного тура с «Гётеборгом».

## Клубная статистика
| Выступление      | Выступление      | Выступление      | Лига | Лига  | Кубки | Кубки | Конт. кубки | Конт. кубки | Итого | Итого |
| Клуб             | Лига             | Сезон            | Игры | Голы  | Игры  | Голы  | Игры        | Голы        | Игры  | Голы  |
| ---------------- | ---------------- | ---------------- | ---- | ----- | ----- | ----- | ----------- | ----------- | ----- | ----- |
| Вернаму          | Суперэттан       | 2021             | 1    | -2    | 0     | 0     | 0           | 0           | 1     | -2    |
| Вернаму          | Алльсвенскан     | 2022             | 1    | -4    | 0     | 0     | 0           | 0           | 1     | -4    |
| Вернаму          | Итого            | Итого            | 2    | -6    | 0     | 0     | 0           | 0           | 2     | -6    |
| → Юнгбю          | Дивизион 3       | 2020             | 17   | -47   | 0     | 0     | 0           | 0           | 17    | -47   |
| → Юнгбю          | Итого            | Итого            | 17   | -47/1 | 0     | 0     | 0           | 0           | 17    | -47   |
| → Отвидаберг     | Дивизион 1       | 2022             | 8    | -17   | 0     | 0     | 0           | 0           | 8     | -17   |
| → Отвидаберг     | Итого            | Итого            | 8    | -17   | 0     | 0     | 0           | 0           | 8     | -17   |
| Всего за карьеру | Всего за карьеру | Всего за карьеру | 27   | -70   | 0     | 0     | 0           | 0           | 27    | -70   |